# Karel Dobbelaere
Karel Dobbelaere (Nieuwpoort, 16 september 1933 – Heverlee, 21 oktober 2024) was hoogleraar en decaan van de faculteit sociale wetenschappen aan de Katholieke Universiteit Leuven.

## Levensloop
Dobbelaere behaalde zijn doctoraat in de sociale wetenschappen in 1966 aan de KU Leuven. Hij werd hoogleraar aan deze universiteit in 1968 en aan de Sint-Ignatiushogeschool in Antwerpen. Gedurende zowat vier decennia gaf hij mee gestalte aan de academische sociologie in Vlaanderen, en meer in het bijzonder aan de sociologie van Kerk en godsdienst. Hij bepleitte het bestaansrecht van een autonome en empirisch gefundeerde studie van Kerk en geloof, vanuit sociologisch perspectief. 
Karel Dobbelaere droeg bij aan het onderzoek over godsdienst en religie, Kerk en samenleving, en vooral ook over secularisatie en verzuiling. Zijn interpretaties van de evoluties binnen de christelijke zuil in Vlaanderen zijn van wetenschappelijk belang. Door zijn interesse voor het fenomeen verzuiling steunde hij van meet af aan het KADOC van de KU Leuven. Hij deed ook veldonderzoek over sekten en over nieuwe religieuze bewegingen.
Toen paus Johannes Paulus II in 1994 duidelijk maakte dat de priesterwijding in de Katholieke Kerk voorbehouden zou blijven voor mannen, stapte hij over naar de Episcopaalse Kerk van Engeland.
Hij was erevoorzitter en secretaris-generaal van de International Society for the Sociology of Religion. In 1989 werd hij als lid opgenomen in de Academia Europaea.

## Publicaties
- Secularization: An Analysis at Three Levels (P.I.E.—Peter Lang, 2002),
- A Time to Chant (Clarendon, 1994)
- Secularization: A Multidimensional Concept (Sage, 1982).